# Lewis J. Selznick
Pour les articles homonymes, voir Selznick.
Lewis Zeleznik, connu sous le nom Lewis J. Selznick (né le 2 mai 1870 à Kiev, aujourd'hui en Ukraine, alors dans l'Empire russe et mort le 25 janvier 1933  à Los Angeles, Californie) est un producteur de cinéma américain d'origine ukrainienne.

## Biographie
Né Lewis Zeleznik d'une famille juive pauvre à Kiev (dans l'actuelle Ukraine), il émigre très tôt vers Londres. Il s'embarque finalement pour les États-Unis, et s'installe à Pittsburgh, en Pennsylvanie où il travaille comme bijoutier. 

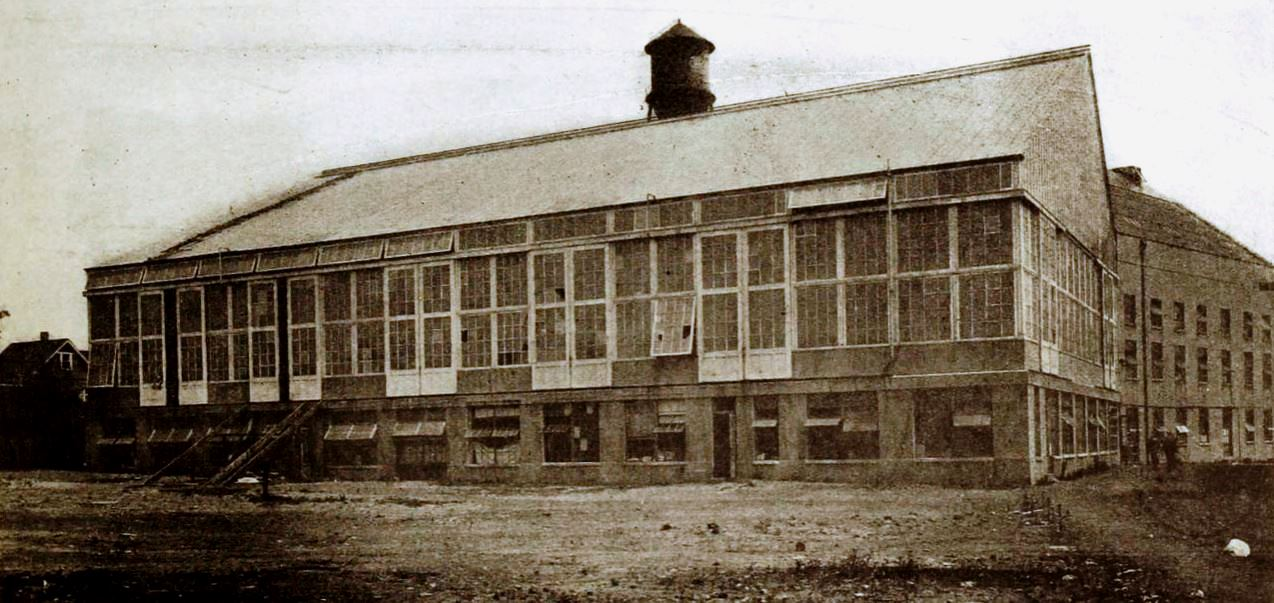
le Selznick Studio à Fort Lee (New Jersey) en 1920.

Fasciné par l'industrie émergente du cinéma dont il perçoit le potentiel d'opportunité, il part pour New York et rejoint une compagnie de production, Equitable Motion Pictures Corporation. En 1914, il fonde la World Pictures Corporation, une société de distribution basé à Fort Lee, New Jersey. Grâce à l'association avec les studios Peerless Pictures, Shubert Brothers et Shubert Pictures Co., sa compagnie fait florès en 1915 et débauche Sidney Olcott des Kalem Studios et le réalisateur français Maurice Tourneur de la branche américaine du géant Pathé. 
Mais l'année suivante, des conflits de personnalités avec ses partenaires le font renvoyer de la firme par le comité de direction. Il continue de travailler dans le domaine sur la côté Est jusqu'en 1920, l'année de son départ pour Hollywood où il s'associe avec Adolph Zukor et Jesse L. Lasky. Après quelques années, sa société Lewis J. Selznick Production, Inc. connaît de sérieuses difficultés financières qui la mène à la banqueroute en 1925. Il se retire des affaires et meurt à Los Angeles en 1933.
Il s'est marié à Florence Sachs, qui lui donne quatre enfants dont deux fils qui font carrière dans le cinéma :
- Myron Selznick (1898-1944) est d'abord producteur et dirigeant de studio avant de devenir un agent très influent.
- David O. Selznick (1902-1965) devient l'un des plus grands producteurs d'Hollywood.

Pour sa contribution à l'industrie du cinéma, Lewis J. Selznick a une étoile à son nom sur le Hollywood Walk of Fame au 6412 Hollywood Blvd.